# 大宁中心广场
大宁中心广场是位於中華人民共和國上海市靜安區的一個商业综合体，由上海大宁资产经营（集团）有限公司投资开发，其中包括2016年投入使用的大宁音乐广场以及大宁星光耀广场、宁汇广场、大宁商务中心和大宁中环广场。大宁音乐广场建築面積14.5万平方米，為購物、娛樂、餐飲場所和辦公樓。

## 外部連結
- 官方网站